# Норвегия на зимних Олимпийских играх 2018
Норвегия на зимних Олимпийских играх 2018 года была представлена 109 спортсменами в 6 видах спорта.
Сборной по итогам соревнований было завоёвано 39 медалей (из 306 возможных), что стало максимальным результатом не только для Норвегии за всю историю её выступлений, но и рекордным показателем среди всех сборных, когда-либо принимавших участие в Зимних Олимпийских играх. До этого рекорд принадлежал сборной США, завоевавшей в 2010 году 36 медалей. Также норвежцы завоевали больше всех серебряных (14) и бронзовых медалей (11).
Сборная Норвегии выиграла общекомандный зачёт белой Олимпиады в 8 раз за свою историю и впервые с Олимпийских игр 2002 года. 14 золотых медалей — также рекорд для норвежцев, прежним достижением которых было 13 наград высшей пробы в том же 2002 году. По этому показателю сборная Норвегия и сборная Германии на Играх-2018 сравнялись с рекордом канадцев, показанным на домашних играх в Ванкувере. Тогда они также завоевали 14 золотых наград.
Успешней всего на играх выступила команда норвежских лыжников, выигравшая 13 медалей из 36 возможных (из них почти половина — 6 — золотые). Единственной гонкой, в которой норвежские лыжники не сумели взять медаль, стал марафон на 50 км, при этом в скиатлоне мужчины заняли весь пьедестал почёта.
Дебютант Олимпийских игр норвежец Йоханнес Клебо стал в Пхенчхане одним из трехкратных Олимпийских чемпионов (наряду с французом Мартеном Фуркадом). Также 21-летний Клебо стал самым молодым в истории чемпионом Олимпийских игр в лыжных гонках, превзойдя прежнее достижение шведа Гунде Свана, который в возрасте 22 лет победил в гонке на 15 км на Играх 1984 года. Двукратными Олимпийскими чемпионами на этих Играх стали лыжники Симен Крюгер, Мартин Сундбю, Рагниль Хага и выступавшая в возрасте 37 лет на своих пятых Играх к ряду Марит Бьёрген. Причём Бьёрген, выиграв в заключительный день соревнований гонку на 30 км у женщин, стала самой титулованной спортсменкой (как среди женщин, так и среди мужчин) в истории Зимних олимпийских игр. По количеству золотых олимпийских наград она сравнялась с легендарными соотечественниками Бьёрном Дели и Уле Эйнаром Бьёрндаленом (по 8), однако обошла их по общему количеству медалей всех достоинств (всего их у Марит 16). Свои вторые золотые олимпийские награды в карьере завоевали горнолыжник Аксель Лунд Свиндаль (после золота в супергиганте в 2010-м) и лыжница Ингвильд Остберг (после золота в командном спринте в 2014-м).
Всего с Игр-2018 больше одной медали увезли Йоханнес Клэбо (3 золота), Марит Бьерген (2 золота, серебро и 2 бронзы), Мартин Сундбю и Симен Крюгер (у обоих — 2 золота и серебро), Йоханнес Бё (золото и 2 серебра), Роберт Йоханссон (золото и 2 бронзы), Ховар Лорентсен и Йоханн Андре Форфанг (у обоих — золото и серебро), Сверре Лунде Педерсен (золото и бронза), Эмиль Хегле Свендсен (два серебра и бронза), Марте Олсбю и Рагниль Мовинкель (у обеих — 2 серебра), Майкен Фалла, Тириль Экхофф и Хьетиль Янсруд (у всех — серебро и бронза).

## Медали
| Золото  | |                                                                  |            |
| №       | Спортсмены | Вид спорта (дисциплина)                                          | Дата       |
| 1       | Симен Хегстад Крюгер                                                                                                   | Лыжные гонки (скиатлон 15+15 км, мужчины)                        | 11 февраля |
| 2       | Марен Лундбю | Прыжки на лыжах с трамплина (нормальный трамплин, женщины)       | 12 февраля |
| 3       | Йоханнес Хёсфлот Клебо                                                                                                 | Лыжные гонки (спринт, мужчины)                                   | 13 февраля |
| 4       | Йоханнес Бё | Биатлон (индивидуальная гонка, мужчины)                          | 15 февраля |
| 5       | Аксель Лунд Свиндаль                                                                                                   | Горнолыжный спорт (скоростной спуск, мужчины)                    | 15 февраля |
| 6       | Рагниль Хага | Лыжные гонки (10 км свободным стилем, женщины)                   | 15 февраля |
| 7       | Ингвильд Эстберг Астрид Якобсен Рагниль Хага Марит Бьёрген                                                             | Лыжные гонки (эстафета 4×5 км, женщины)                          | 17 февраля |
| 8       | Дидрик Тёнсет Мартин Сундбю Симен Крюгер Йоханнес Клебо                                                                | Лыжные гонки (эстафета 4×10 км, мужчины)                         | 18 февраля |
| 9       | Эйстейн Бротен | Фристайл (слоупстайл, мужчины)                                   | 18 февраля |
| 10      | Ховар Лорентсен | Конькобежный спорт (500 метров, мужчины)                         | 19 февраля |
| 11      | Даниэль-Андре Танде Андреас Стьернен Йоханн Андре Форфанг Роберт Юханссон                                              | Прыжки на лыжах с трамплина (большой трамплин, команды, мужчины) | 19 февраля |
| 12      | Ховард Бёкко Симен Нильсен Сверре Лунде Педерсен Синдре Хенриксен                                                      | Конькобежный спорт (командная гонка, мужчины)                    | 21 февраля |
| 13      | Мартин Сундбю Йоханнес Клебо                                                                                           | Лыжные гонки (командный спринт, мужчины)                         | 21 февраля |
| 14      | Марит Бьёрген | Лыжные гонки (масс-старт на 30 км, женщины)                      | 25 февраля |
| Серебро | |                                                                  |            |
| №       | Спортсмены | Вид спорта (дисциплина)                                          | Дата       |
| 1       | Марит Бьёрген | Лыжные гонки (скиатлон 7,5+7,5 км, женщины)                      | 10 февраля |
| 2       | Марте Олсбю | Биатлон (спринт, женщины)                                        | 10 февраля |
| 3       | Йоханн Андре Форфанг                                                                                                   | Прыжки на лыжах с трамплина (нормальный трамплин, мужчины)       | 10 февраля |
| 4       | Мартин Йонсруд Сундбю                                                                                                  | Лыжные гонки (скиатлон 15+15 км, мужчины)                        | 11 февраля |
| 5       | Майкен Касперсен Фалла                                                                                                 | Лыжные гонки (спринт, женщины)                                   | 13 февраля |
| 6       | Хьетиль Янсруд | Горнолыжный спорт (скоростной спуск, мужчины)                    | 15 февраля |
| 7       | Рагнхильд Мовинкель | Горнолыжный спорт (гигантский слалом, женщины)                   | 15 февраля |
| 8       | Симен Хегстад Крюгер                                                                                                   | Лыжные гонки (15 км свободным стилем, мужчины)                   | 16 февраля |
| 9       | Хенрик Кристофферсен                                                                                                   | Горнолыжный спорт (гигантский слалом, мужчины)                   | 18 февраля |
| 10      | Марте Олсбю Тириль Экхофф Йоханнес Тинес Бё Эмиль Хегле Свендсен                                                       | Биатлон (смешанная эстафета)                                     | 20 февраля |
| 11      | Рагнхильд Мовинкель | Горнолыжный спорт (скоростной спуск, женщины)                    | 21 февраля |
| 12      | Ян Шмид Эспен Андерсен Ярл Магнус Риибер Йорген Гробак                                                                 | Лыжное двоеборье (эстафета, мужчины)                             | 22 февраля |
| 13      | Ларс Хельге Биркеланд Тарьей Бё Йоханнес Тинес Бё Эмиль Хегле Свендсен                                                 | Биатлон (эстафета, мужчины)                                      | 23 февраля |
| 14      | Ховар Лорентсен | Конькобежный спорт (1000 метров, мужчины)                        | 23 февраля |
| Бронза  | |                                                                  |            |
| №       | Спортсмены | Вид спорта (дисциплина)                                          | Дата       |
| 1       | Роберт Юханссон | Прыжки на лыжах с трамплина (нормальный трамплин, мужчины)       | 10 февраля |
| 2       | Сверре Лунде Педерсен                                                                                                  | Конькобежный спорт (5000 метров, мужчины)                        | 11 февраля |
| 3       | Ханс Кристер Холунн | Лыжные гонки (скиатлон 15+15 км, мужчины)                        | 11 февраля |
| 4       | Кристин Моэн Скаслиен Магнус Недреготтен                                                                               | Кёрлинг (смешанные пары)                                         | 13 февраля |
| 5       | Марит Бьёрген | Лыжные гонки (10 км свободным стилем, женщины)                   | 15 февраля |
| 6       | Хьетиль Янсруд | Горнолыжный спорт (супергигант, мужчины)                         | 16 февраля |
| 7       | Тириль Экхофф | Биатлон (масс-старт, женщины)                                    | 17 февраля |
| 8       | Роберт Юханссон | Прыжки на лыжах с трамплина (большой трамплин, мужчины)          | 17 февраля |
| 9       | Эмиль Хегле Свендсен                                                                                                   | Биатлон (масс-старт, мужчины)                                    | 18 февраля |
| 10      | Марит Бьёрген Майкен Касперсен Фалла                                                                                   | Лыжные гонки (командный спринт, женщины)                         | 21 февраля |
| 11      | Себастьян Фосс-Солевог Нина Хавер-Лёсет Кристин Люсдаль Лейф Кристиан Нествольд-Хауген Йонатан Нордботтен Марен Скёльд | Горнолыжный спорт (командные соревнования)                       | 24 февраля |

## Состав сборной
Биатлон
1. Йоханнес Бё
2. Тарьей Бё
3. Ларс Хельге Биркеланд
4. Эрленн Бьёнтегор
5. Эмиль Хегле Свенсен
6. Марте Олсбю
7. Сюннёве Сулемдал
8. Ингрид Тандревольд
9. Тириль Экхофф

 Горнолыжный спорт
1. Александер Омодт Кильде
2. Хенрик Кристофферсен
3. Джонатан Нордботтен
4. Аксель Лунд Свиндаль
5. Лейф Кристиан Хауген
6. Себастьян Фосс Сулевог
7. Хьетиль Янсруд
8. Кристин Лисдал
9. Рагнхильд Мовинкель
10. Марен Скьёльд
11. Нина Хавер-Лёсет

 Кёрлинг
1. Магнус Недреготтен
2. Торгер Нергор
3. Ховард Вад Петерссон
4. Сандер Рёлвог
5. Кристофер Све
6. Томас Ульсруд
7. Кристин Моэн Скаслиен

 Конькобежный спорт
1. Ховард Бёкко
2. Ховар Хольмефьюр Лорентсен
3. Симен Нильсен
4. Сверре Лунде Педерсен
5. Хенрик Фагерли Рукке
6. Синдре Хенриксен
7. Аллан Даль Юханссон
8. Хеге Бёкко
9. Ида Ньотун

 Лыжное двоеборье
1. Эспен Андерсен
2. Йёрген Гробак
3. Ярл Магнус Риибер
4. Ян Шмид

 Лыжные гонки
1. Эйрик Брансдал
2. Пол Голберг
3. Никлас Дюрхауг
4. Йоханнес Клебо
5. Финн-Хоген Крог
6. Симен Крюгер
7. Эмиль Иверсен
8. Мартин Сундбю
9. Дидрик Тёнсет
10. Ханс Кристер Холунн
11. Марит Бьёрген
12. Хейди Венг
13. Майкен Касперсен Фалла
14. Рагниль Хага
15. Катрин Харшем
16. Ингвильд Эстберг
17. Астрид Якобсен

 Прыжки на лыжах с трамплина
1. Андреас Стьернен
2. Даниэль-Андре Танде
3. Андерс Фаннемель
4. Йоханн Андре Форфанг
5. Роберт Юханссон
6. Марен Лундбю
7. Силье Опсет

 Скелетон
1. Александр Ханссен

 Сноуборд
1. Тургейр Бергрем
2. Маркус Клевеланд
3. Монс Рёйсланн
4. Столе Сандбек
5. Силье Норендаль

 Фристайл
1. Ойстейн Браатен
2. Фердинанд Даль
3. Кристиан Нуммедал
4. Виньяр Слаттен
5. Феликс Стридсберг-Устеруд
6. Хедвиг Вессель
7. Юханна Килли
8. Тирил Шостад-Кристиансен

 Хоккей
1. Андерс Бастиансен
2. Александр Бонсаксен
3. Йоханнес Йоханнесен
4. Томми Кристиансен
5. Эрленд Лесунд
6. Маттиас Нёрстебё
7. Кен Андре Олимб
8. Матис Олимб
9. Александер Райхенберг
10. Мартин Рёймарк
11. Матс Россели-Ольсен
12. Никлас Роэст
13. Эйрик Салстен
14. Даниэль Сёрвик
15. Патрик Торесен
16. Стеффен Торесен
17. Матиас Треттенес
18. Кристиан Форсберг
19. Ларс Хауген
20. Хенрик Хёукеланд
21. Юнас Холёс
22. Хенрик Хольм
23. Людвиг Хофф
24. Хенрик Эдегор
25. Стефан Эспеланд

Также на Игры были заявлены биатлонисты Хенрик Л’Абе-Лунд и Хильде Фенне, а также лыжники Сондре Турволь Фоссли, Кари Шлинн и Мари Эйде, однако они не приняли участие ни в одной из гонок.

## Результаты соревнований

### Биатлон
Большинство олимпийских лицензий на Игры 2018 года были распределены по результатам выступления стран в зачёт Кубка наций в рамках Кубка мира 2016/2017. По его результатам мужская сборная Норвегии заняла 4-е место, благодаря чему заработала сразу 6 олимпийских лицензий, а женская сборная, занявшая 6-е место получила право заявить для участия в соревнованиях 5 спортсменок. При этом в одной дисциплине страна может выставить не более четырёх биатлонистов.
Мужчины
| Соревнование         | Спортсмены                                                      | Стрельба                             | Время                                     | Место           | Отставание                   |
| -------------------- | --------------------------------------------------------------- | ------------------------------------ | ----------------------------------------- | --------------- | ---------------------------- |
| спринт               | Эрленн Бьёнтегор                                                | 0+2                                  | 23:56,2                                   | 5               | +17,4                        |
| спринт               | Тарьей Бё                                                       | 2+0                                  | 24:12,5                                   | 13              | +33,7                        |
| спринт               | Эмиль Хегле Свенсен                                             | 1+1                                  | 24:23,8                                   | 18              | +45,0                        |
| спринт               | Йоханнес Бё                                                     | 3+1                                  | 24:51,5                                   | 31              | +1:12,7                      |
| гонка преследования  | Тарьей Бё                                                       | 0+0+1+2                              | 33:54,3                                   | 4               | +1:02,6                      |
| гонка преследования  | Эрленн Бьёнтегор                                                | 1+0+0+3                              | 34:18,0                                   | 9               | +1:26,3                      |
| гонка преследования  | Эмиль Хегле Свенсен                                             | 0+2+2+1                              | 35:33,2                                   | 20              | +2:41,5                      |
| гонка преследования  | Йоханнес Бё                                                     | 0+2+4+0                              | 35:42,7                                   | 21              | +2:51,0                      |
| индивидуальная гонка | Йоханнес Бё                                                     | 1+0+0+1                              | 48:03,8                                   | 1               | +0,0                         |
| индивидуальная гонка | Эмиль Хегле Свенсен                                             | 0+2+0+0                              | 49:40,5                                   | 10              | +1:36,7                      |
| индивидуальная гонка | Тарьей Бё                                                       | 0+0+0+2                              | 50:05,3                                   | 13              | +2:01,5                      |
| индивидуальная гонка | Ларс Хельге Биркеланд                                           | 2+1+1+0                              | 53:46,8                                   | 60              | +5:43,0                      |
| масс-старт           | Эмиль Хегле Свенсен                                             | 1+0+1+0                              | 35:58,5                                   | 3               | +11,2                        |
| масс-старт           | Эрленн Бьёнтегор                                                | 0+0+2+0                              | 36:19,4                                   | 7               | +32,1                        |
| масс-старт           | Тарьей Бё                                                       | 1+0+2+0                              | 36:21,9                                   | 8               | +34,6                        |
| масс-старт           | Йоханнес Бё                                                     | 0+3+0+0                              | 37:07,3                                   | 16              | +1:20,0                      |
| эстафета 4×7,5 км    | Ларс Хельге Биркеланд Тарьей Бё Йоханнес Бё Эмиль Хегле Свенсен | 1+12 0+1 0+1 0+3 0+3 0+0 0+1 0+0 1+3 | 1:16:12,0 18:48,1 19:17,5 18:16,3 19:50,1 | · 4 · 4 · 1 · 2 | +55,5 +24,5 +31,0 +0,0 +55,5 |

Женщины
| Соревнование         | Спортсмены                                                    | Стрельба                             | Время                                     | Место | Отставание                    |
| -------------------- | ------------------------------------------------------------- | ------------------------------------ | ----------------------------------------- | ----- | ----------------------------- |
| спринт               | Марте Олсбю                                                   | 1+0                                  | 21:30,4                                   | 2     | +24,2                         |
| спринт               | Тириль Экхофф                                                 | 3+1                                  | 22:32,4                                   | 24    | +1:26,2                       |
| спринт               | Сюннёве Сулемдал                                              | 1+2                                  | 23:23,9                                   | 50    | +2:17,7                       |
| спринт               | Ингрид Тандревольд                                            | 2+2                                  | 23:49,1                                   | 59    | +2:42,9                       |
| гонка преследования  | Марте Олсбю                                                   | 1+2+0+1                              | 31:42,6                                   | 4     | +1:07,3                       |
| гонка преследования  | Тириль Экхофф                                                 | 0+2+3+0                              | 32:23,1                                   | 9     | +1:54,5                       |
| гонка преследования  | Сюнневе Сулемдал                                              | 1+0+2+1                              | 34:45,5                                   | 41    | +4:10,2                       |
| индивидуальная гонка | Тириль Экхофф                                                 | 1+1+1+1                              | 44:41,9                                   | 23    | +3:34,7                       |
| индивидуальная гонка | Сюнневе Сулемдал                                              | 0+1+0+1                              | 45:33,0                                   | 40    | +4:25,8                       |
| индивидуальная гонка | Ингрид Тандревольд                                            | 0+2+0+1                              | 46:14,7                                   | 43    | +5:07,5                       |
| индивидуальная гонка | Марте Олсбю                                                   | 1+1+3+2                              | 48:58,8                                   | 71    | +7:51,6                       |
| масс-старт           | Тириль Экхофф                                                 | 1+0+1+0                              | 35:50,7                                   | 3     | +27,7                         |
| масс-старт           | Марте Олсбю                                                   | 0+1+0+0                              | 36:14,6                                   | 8     | +51,6                         |
| эстафета 4×6 км      | Сюнневе Сулемдал Тириль Экхофф Ингрид Тандревольд Марте Олсбю | 3+12 0+0 0+1 0+1 1+3 0+1 2+3 0+0 0+3 | 1:12:33,1 17:09,8 18:49,5 19:18,9 18:18,8 | 4 9 4 | +29,7 +20,8 +37,1 +59,5 +29,7 |

Смешанная эстафета
| Соревнование       | Спортсмены                                                | Стрельба                             | Время                                     | Место            | Отставание                      |
| ------------------ | --------------------------------------------------------- | ------------------------------------ | ----------------------------------------- | ---------------- | ------------------------------- |
| смешанная эстафета | Марте Олсбю Тириль Экхофф Йоханнес Бё Эмиль Хегле Свенсен | 1+11 0+2 0+1 0+2 1+3 0+0 0+1 0+1 0+1 | 1:08:55,2 16:16,9 16:55,1 17:24,4 18:18,8 | · 9 · 10 · 4 · 2 | +20,9 +32,8 +1:23,4 +33,1 +20,9 |

### Бобслей

#### Скелетон
Квалификация спортсменов для участия в Олимпийских играх осуществлялась на основании рейтинга IBSF (англ. IBSF Ranking) по состоянию на 14 января 2018 года. По его результатам сборная Норвегии стала обладателем одной олимпийской квоты у мужчин.
Мужчины
| Соревнование | Спортсмены        | 1 заезд   | 1 заезд | 2 заезд   | 2 заезд | 3 заезд   | 3 заезд | 4 заезд   | 4 заезд | Итоговый результат | Итоговое место | Отставание |
| Соревнование | Спортсмены        | Результат | Место   | Результат | Место   | Результат | Место   | Результат | Место   | Итоговый результат | Итоговое место | Отставание |
| ------------ | ----------------- | --------- | ------- | --------- | ------- | --------- | ------- | --------- | ------- | ------------------ | -------------- | ---------- |
| мужчины      | Александр Ханссен | 51,44     | 17      | 51,51     | 22      | 51,37     | 19      | 51,57     | 18      | 3:25,89            | 20             | +5,34      |

### Кёрлинг

#### Мужчины
Состав
| Четвёртый     | Третий        | Второй        | Ведущий              | Запасной       |
| ------------- | ------------- | ------------- | -------------------- | -------------- |
| Томас Ульсруд | Торгер Нергор | Кристофер Све | Ховард Вад Петерссон | Маркус Хёйберг |

| Место | Команда          | В | П | КЗ | КП | ВЭ | ПЭ | ОЭ | УЭ | ППД |
| ----- | ---------------- | - | - | -- | -- | -- | -- | -- | -- | --- |
| 1     | Швеция           | 7 | 2 | 60 | 36 | 35 | 29 | 12 | 8  | 87% |
| 2     | Канада           | 6 | 3 | 48 | 43 | 38 | 37 | 13 | 9  | 86% |
| 3     | США              | 5 | 4 | 57 | 59 | 39 | 40 | 4  | 6  | 79% |
| 4     | Великобритания   | 5 | 4 | 51 | 50 | 41 | 38 | 8  | 5  | 82% |
| 4     | Швейцария        | 5 | 4 | 60 | 54 | 44 | 39 | 11 | 8  | 83% |
| 6     | Норвегия         | 4 | 5 | 45 | 54 | 32 | 36 | 6  | 6  | 81% |
| 7     | Республика Корея | 4 | 5 | 54 | 59 | 40 | 41 | 7  | 8  | 82% |
| 8     | Япония           | 4 | 5 | 52 | 48 | 30 | 31 | 12 | 5  | 82% |
| 9     | Италия           | 3 | 6 | 50 | 56 | 42 | 45 | 15 | 8  | 81% |
| 10    | Дания            | 2 | 7 | 50 | 62 | 38 | 41 | 12 | 5  | 83% |

Результаты
Время местное (UTC+9).

| Площадка D | 1 | 2 | 3 | 4 | 5 | 6 | 7 | 8 | 9 | 10 | Всего |
| Норвегия   | 1 | 0 | 0 | 0 | 1 | 1 | 0 | 1 | 0 | X  | 4     |
| Япония     | 0 | 1 | 1 | 1 | 0 | 0 | 2 | 0 | 1 | X  | 6     |

| Площадка C       | 1 | 2 | 3 | 4 | 5 | 6 | 7 | 8 | 9 | 10 | Всего |
| Норвегия         | 0 | 2 | 0 | 0 | 2 | 0 | 0 | 2 | 0 | 1  | 7     |
| Республика Корея | 1 | 0 | 0 | 1 | 0 | 1 | 0 | 0 | 2 | 0  | 5     |

| Площадка A | 1 | 2 | 3 | 4 | 5 | 6 | 7 | 8 | 9 | 10 | Всего |
| Норвегия   | 0 | 1 | 0 | 4 | 0 | 4 | 0 | 0 | 1 | 0  | 10    |
| Дания      | 1 | 0 | 1 | 0 | 1 | 0 | 2 | 2 | 0 | 1  | 8     |

| Площадка A     | 1 | 2 | 3 | 4 | 5 | 6 | 7 | 8 | 9 | 10 | Всего |
| Великобритания | 3 | 1 | 0 | 2 | 0 | 3 | 1 | Х | Х | Х  | 10    |
| Норвегия       | 0 | 0 | 2 | 0 | 1 | 0 | 0 | Х | Х | Х  | 3     |

| Площадка C | 1 | 2 | 3 | 4 | 5 | 6 | 7 | 8 | 9 | 10 | Всего |
| Швеция     | 0 | 0 | 2 | 0 | 0 | 0 | X | X | X | X  | 2     |
| Норвегия   | 1 | 0 | 0 | 3 | 2 | 1 | X | X | X | X  | 7     |

| Площадка B | 1 | 2 | 3 | 4 | 5 | 6 | 7 | 8 | 9 | 10 | Всего |
| Норвегия   | 0 | 1 | 1 | 0 | 0 | 2 | 0 | 0 | 0 | X  | 4     |
| Канада     | 2 | 0 | 0 | 0 | 1 | 0 | 1 | 1 | 2 | X  | 7     |

| Площадка B | 1 | 2 | 3 | 4 | 5 | 6 | 7 | 8 | 9 | 10 | Всего |
| Швейцария  | 1 | 0 | 0 | 1 | 0 | 0 | 2 | 0 | 2 | 1  | 7     |
| Норвегия   | 0 | 1 | 1 | 0 | 0 | 2 | 0 | 1 | 0 | 0  | 5     |

| Площадка D | 1 | 2 | 3 | 4 | 5 | 6 | 7 | 8 | 9 | 10 | Всего |
| США        | 1 | 0 | 2 | 0 | 1 | 0 | 0 | 0 | 1 | X  | 5     |
| Норвегия   | 0 | 2 | 0 | 1 | 0 | 3 | 1 | 1 | 0 | X  | 8     |

| Площадка B | 1 | 2 | 3 | 4 | 5 | 6 | 7 | 8 | 9 | 10 | Всего |
| Норвегия   | 0 | 0 | 1 | 1 | 0 | 0 | 0 | 1 | 0 | 1  | 4     |
| Италия     | 0 | 1 | 0 | 0 | 0 | 1 | 1 | 0 | 3 | 0  | 6     |

Итог: сборная Норвегии не смогла выйти в стадию плей-офф и по итогам группового раунда заняла на олимпийском турнире 6-е место.

#### Смешанные пары
Соревнования среди смешанных пар дебютируют в программе зимних Олимпийских игр.
Состав
| Мужчина            | Женщина               |
| ------------------ | --------------------- |
| Магнус Недреготтен | Кристин Моэн Скаслиен |

| Место | Команда          | В | П | КЗ | КП | ВЭ | ПЭ | ОЭ | УЭ | ППД |
| ----- | ---------------- | - | - | -- | -- | -- | -- | -- | -- | --- |
| 1     | Канада           | 6 | 1 | 52 | 26 | 29 | 20 | 0  | 9  | 80% |
| 2     | Швейцария        | 5 | 2 | 45 | 33 | 29 | 26 | 0  | 10 | 72% |
| 3     | ОСР              | 4 | 3 | 36 | 44 | 26 | 27 | 1  | 7  | 67% |
| 4     | Китай            | 4 | 3 | 47 | 42 | 27 | 27 | 1  | 6  | 72% |
| 5     | Норвегия         | 4 | 3 | 39 | 43 | 26 | 25 | 1  | 8  | 74% |
| 6     | Республика Корея | 2 | 5 | 42 | 47 | 26 | 26 | 1  | 7  | 70% |
| 7     | США              | 2 | 5 | 37 | 43 | 26 | 25 | 0  | 9  | 74% |
| 8     | Финляндия        | 1 | 6 | 35 | 53 | 23 | 29 | 0  | 6  | 66% |

Результаты
Время местное (UTC+9).

| Площадка B | 1 | 2 | 3 | 4 | 5 | 6 | 7 | 8 | Всего |
| Канада     | 1 | 0 | 3 | 0 | 2 | 0 | 0 | 0 | 6     |
| Норвегия   | 0 | 3 | 0 | 1 | 0 | 2 | 1 | 2 | 9     |

| Площадка A       | 1 | 2 | 3 | 4 | 5 | 6 | 7 | 8 | Всего |
| Республика Корея | 0 | 0 | 0 | 1 | 0 | 2 | 0 | X | 3     |
| Норвегия         | 1 | 3 | 1 | 0 | 1 | 0 | 2 | X | 8     |

| Площадка B | 1 | 2 | 3 | 4 | 5 | 6 | 7 | 8 | 9 | Всего |
| Норвегия   | 1 | 0 | 1 | 0 | 3 | 0 | 1 | 0 | 1 | 7     |
| Финляндия  | 0 | 2 | 0 | 1 | 0 | 2 | 0 | 1 | 0 | 6     |

| Площадка A | 1 | 2 | 3 | 4 | 5 | 6 | 7 | 8 | Всего |
| Норвегия   | 0 | 1 | 1 | 0 | 1 | 0 | X | X | 3     |
| Китай      | 1 | 0 | 0 | 3 | 0 | 5 | X | X | 9     |

| Площадка C | 1 | 2 | 3 | 4 | 5 | 6 | 7 | 8 | Всего |
| ОСР        | 0 | 1 | 0 | 1 | 1 | 0 | 0 | 1 | 4     |
| Норвегия   | 0 | 0 | 1 | 0 | 0 | 1 | 1 | 0 | 3     |

| Площадка D | 1 | 2 | 3 | 4 | 5 | 6 | 7 | 8 | Всего |
| Швейцария  | 1 | 0 | 0 | 2 | 1 | 0 | 1 | 0 | 5     |
| Норвегия   | 0 | 3 | 1 | 0 | 0 | 1 | 0 | 1 | 6     |

| Площадка C | 1 | 2 | 3 | 4 | 5 | 6 | 7 | 8 | Всего |
| Норвегия   | 0 | 3 | 0 | 0 | 0 | 0 | X | X | 3     |
| США        | 1 | 0 | 1 | 4 | 1 | 3 | X | X | 10    |

Тай-брейк
11 февраля, 20:05
| Площадка A | 1 | 2 | 3 | 4 | 5 | 6 | 7 | 8 | Всего |
| Китай      | 2 | 0 | 1 | 0 | 2 | 0 | 2 | 0 | 7     |
| Норвегия   | 0 | 3 | 0 | 1 | 0 | 4 | 0 | 1 | 9     |

Полуфинал
12 февраля, 09:05
| Площадка A | 1 | 2 | 3 | 4 | 5 | 6 | 7 | 8 | Всего |
| Канада     | 2 | 0 | 0 | 1 | 2 | 0 | 3 | X | 8     |
| Норвегия   | 0 | 1 | 1 | 0 | 0 | 2 | 0 | X | 4     |

Матч за 3-е место

13 февраля, 09:05
| Площадка B | 1 | 2 | 3 | 4 | 5 | 6 | 7 | 8 | Всего |
| ОСР        | 2 | 1 | 0 | 2 | 0 | 1 | 1 | 1 | 8     |
| Норвегия   | 0 | 0 | 2 | 0 | 2 | 0 | 0 | 0 | 4     |

Итог: сборная Норвегии заняла в турнире смешанных пар 4-е место, но в связи с положительной допинг-пробой Александра Крущельницкого результат россиян Крущельницкого и Брызгаловой был аннулирован, и сборной Норвегии, проигравшей полуфинал, перешла бронзовая награда.

### Коньковые виды спорта

#### Конькобежный спорт
По сравнению с прошлыми Играми в программе конькобежного спорта произошёл ряд изменений. Были добавлены соревнования в масс-старте, где спортсменам необходимо будет преодолеть 16 кругов, с тремя промежуточными финишами, набранные очки на которых помогут в распределении мест, начиная с 4-го. Также впервые с 1994 года конькобежцы будут бежать дистанцию 500 метров только один раз. Распределение квот происходило по итогам первых четырёх этапов Кубка мира. По их результатам был сформирован сводный квалификационный список, согласно которому сборная Норвегии стала обладателем 20 олимпийских лицензий на 11 дистанциях.
Мужчины
Индивидуальные гонки
| Соревнование  | Спортсмены                 | Результат | Место | Отставание |
| ------------- | -------------------------- | --------- | ----- | ---------- |
| 500 метров    | Ховар Холмефьюрд Лорентсен | 34,41 OR  | 1     | +0,00      |
| 500 метров    | Хенрик Фагерли Рукке       | 35,50     | 28    | +1,09      |
| 1000 метров   | Ховар Холмефьюрд Лорентсен | 1:07,99   | 2     | +0,04      |
| 1000 метров   | Хенрик Фагерли Рукке       | 1:10,25   | 32    | +2,30      |
| 1500 метров   | Синдре Хенриксен           | 1:45,64   | 7     | +1,63      |
| 1500 метров   | Сверре Лунде Педерсен      | 1:46,12   | 9     | +2,11      |
| 1500 метров   | Аллан Даль Йоханссон       | DNF       | DNF   | DNF        |
| 5000 метров   | Сверре Лунде Педерсен      | 6:11,618  | 3     | +1,85      |
| 5000 метров   | Симен Нильсен              | 6:18,39   | 13    | +8,63      |
| 5000 метров   | Ховард Бёкко               | 6:24,50   | 18    | +14,74     |
| 10 000 метров | Ховард Бёкко               | 13:17,47  | 11    | +37,70     |

Масс-старт
| Соревнование | Спортсмены            | Полуфинал | Полуфинал | Полуфинал | Полуфинал | Полуфинал | Финал                | Финал                | Финал                | Финал                |
| Соревнование | Спортсмены            | Забег     | Круги     | Очки      | Время     | Место     | Круги                | Очки                 | Время                | Место                |
| ------------ | --------------------- | --------- | --------- | --------- | --------- | --------- | -------------------- | -------------------- | -------------------- | -------------------- |
| масс-старт   | Сверре Лунде Педерсен | 2         | 16        | 2         | 7:58,65   | 9         | завершил выступление | завершил выступление | завершил выступление | завершил выступление |

Командная гонка
| Соревнование    | Спортсмены                                                        | Четвертьфинал | Четвертьфинал | Четвертьфинал | Полуфинал                 | Финал                        | Итоговое Место |
| Соревнование    | Спортсмены                                                        | Забег         | Время         | Место         | Соперник / Результат      | Соперник / Результат         | Итоговое Место |
| --------------- | ----------------------------------------------------------------- | ------------- | ------------- | ------------- | ------------------------- | ---------------------------- | -------------- |
| командная гонка | Ховард Бёкко Симен Нильсен Сверре Лунде Педерсен Синдре Хенриксен | 1             | 3:40,09       | 3 Q           | Нидерланды · В 3:37,08 OR | Финал A                      | 1              |
| командная гонка | Ховард Бёкко Симен Нильсен Сверре Лунде Педерсен Синдре Хенриксен | 1             | 3:40,09       | 3 Q           | Нидерланды · В 3:37,08 OR | Республика Корея · В 3:37,32 | 1              |

Женщины
Индивидуальные гонки
| Соревнование | Спортсмены | Результат | Место | Отставание |
| ------------ | ---------- | --------- | ----- | ---------- |
| 500 метров   | Хеге Бёкко | 38,538    | 18    | +1,59      |
| 500 метров   | Ида Ньотун | 39,33     | 27    | +2,39      |
| 1000 метров  | Ида Ньотун | 1:15,43   | 10    | +1,87      |
| 1000 метров  | Хеге Бёкко | 1:15,98   | 14    | +2,42      |
| 1500 метров  | Ида Ньотун | 1:56,46   | 7     | +2,11      |
| 3000 метров  | Ида Ньотун | 4:06,67   | 12    | +7,46      |

### Лыжные виды спорта

#### Горнолыжный спорт
Квалификация спортсменов для участия в Олимпийских играх осуществлялась на основании специального квалификационного рейтинга FIS по состоянию на 21 января 2018 года. При этом НОК для участия в Олимпийских играх мог выбрать только того спортсмена, который вошёл в топ-500 олимпийского рейтинга в своей дисциплине, и при этом имел определённое количество очков, согласно квалификационной таблице. Страны, не имеющие участников в числе 500 сильнейших спортсменов, могли претендовать только на квоты категории B в технических дисциплинах. По итогам квалификационного отбора сборная Норвегии завоевала 21 олимпийскую лицензию, но затем отказалась от 10 из них.
Мужчины
| Соревнование      | Спортсмены                     | Скоростной спуск/ 1 спуск | Скоростной спуск/ 1 спуск | Слалом/ 2 спуск      | Слалом/ 2 спуск      | Всего                | Место                | Отставание           |
| Соревнование      | Спортсмены                     | Время                     | Место                     | Время                | Место                | Всего                | Место                | Отставание           |
| ----------------- | ------------------------------ | ------------------------- | ------------------------- | -------------------- | -------------------- | -------------------- | -------------------- | -------------------- |
| скоростной спуск  | Аксель Лунд Свиндаль           | не проводится             | не проводится             | не проводится        | не проводится        | 1:40,25              | 1                    | —                    |
| скоростной спуск  | Хьетиль Янсруд                 | не проводится             | не проводится             | не проводится        | не проводится        | 1:40,37              | 2                    | +0,12                |
| скоростной спуск  | Александр Омодт Кильде         | не проводится             | не проводится             | не проводится        | не проводится        | 1:42,18              | 15                   | +1,93                |
| супергигант       | Хьетиль Янсруд                 | не проводится             | не проводится             | не проводится        | не проводится        | 1:24,62              | 3                    | +0,18                |
| супергигант       | Аксель Лунд Свиндаль           | не проводится             | не проводится             | не проводится        | не проводится        | 1:24,93              | 5                    | +0,49                |
| супергигант       | Александр Омодт Кильде         | не проводится             | не проводится             | не проводится        | не проводится        | 1:25,71              | 13                   | +1,27                |
| комбинация        | Хьетиль Янсруд                 | 1:19,51                   | 4                         | 49,16                | 19                   | 2:08,67              | 7                    | +2,15                |
| комбинация        | Александр Омодт Кильде         | 1:20,92                   | 18                        | 50,15                | 26                   | 2:11,07              | 21                   | +4,55                |
| комбинация        | Себастьян Фосс-Солевог         | 1:24,35                   | 58                        | DNF                  | DNF                  | —                    | —                    | —                    |
| комбинация        | Аксель Лунд Свиндаль           | 1:19,31                   | 2                         | DNS                  | DNS                  | —                    | —                    | —                    |
| слалом            | Себастьян Фосс-Солевог         | 48,53                     | 5                         | 51,65                | 20                   | 1:40,18              | 10                   | +1,19                |
| слалом            | Лейф-Кристиан Нествольд-Хауген | 49,27                     | 14                        | 51,04                | 7                    | 1:40,31              | 13                   | +1,32                |
| слалом            | Хенрик Кристофферсен           | 47,72                     | 1                         | DNF                  | DNF                  | —                    | —                    | —                    |
| слалом            | Йонатан Нордботтен             | DNF                       | DNF                       | завершил выступление | завершил выступление | завершил выступление | завершил выступление | завершил выступление |
| гигантский слалом | Хенрик Кристофферсен           | 1:09,58                   | 10                        | 1:09,73              | 1                    | 2:19,31              | 2                    | +1,27                |
| гигантский слалом | Лейф-Кристиан Нествольд-Хауген | 1:08,93                   | 3                         | 1:11,30              | 25                   | 2:20,23              | 8                    | +2,19                |
| гигантский слалом | Хьетиль Янсруд                 | DNF                       | DNF                       | завершил выступление | завершил выступление | завершил выступление | завершил выступление | завершил выступление |
| гигантский слалом | Александр Омодт Кильде         | DNF                       | DNF                       | завершил выступление | завершил выступление | завершил выступление | завершил выступление | завершил выступление |

Женщины
| Соревнование      | Спортсмены         | Скоростной спуск/ 1 спуск | Скоростной спуск/ 1 спуск | Слалом/ 2 спуск       | Слалом/ 2 спуск       | Всего                 | Место                 | Отставание            |
| Соревнование      | Спортсмены         | Время                     | Место                     | Время                 | Место                 | Всего                 | Место                 | Отставание            |
| ----------------- | ------------------ | ------------------------- | ------------------------- | --------------------- | --------------------- | --------------------- | --------------------- | --------------------- |
| скоростной спуск  | Рагнильд Мовинкель | не проводится             | не проводится             | не проводится         | не проводится         | 1:39,31               | 2                     | +0,09                 |
| супергигант       | Рагнильд Мовинкель | не проводится             | не проводится             | не проводится         | не проводится         | 1:22,00               | 13                    | +0,89                 |
| комбинация        | Рагнильд Мовинкель | 1:40,11                   | 2                         | 42,52                 | 11                    | 2:22,63               | 4                     | +1,73                 |
| слалом            | Нина Хавер-Лёсет   | 49,75                     | 5                         | 50,41                 | 11                    | 1:40,16               | 6                     | +1,53                 |
| слалом            | Марен Скьёльд      | 51,44                     | 19                        | 51,18                 | 23                    | 1:42,62               | 22                    | +3,99                 |
| слалом            | Кристин Люсдаль    | 52,12                     | 28                        | 50,90                 | 21                    | 1:43,02               | 25                    | +4,39                 |
| гигантский слалом | Рагнильд Мовинкель | 1:11,17                   | 4                         | 1:09,24               | 5                     | 2:20,41               | 2                     | +0,39                 |
| гигантский слалом | Нина Хавер-Лёсет   | 1:13,13                   | 18                        | 1:09,97               | 13                    | 2:23,10               | 15                    | +3,08                 |
| гигантский слалом | Кристин Люсдаль    | 1:13,45                   | 21                        | 1:09,95               | 12                    | 2:23,40               | 18                    | +3,38                 |
| гигантский слалом | Марен Скьёльд      | DNF                       | DNF                       | завершила выступление | завершила выступление | завершила выступление | завершила выступление | завершила выступление |

Командные соревнования
Командные соревнования в горнолыжном спорте дебютируют в программе Олимпийских игр. Состав сборной состоит из 4 спортсменов (2 мужчин и 2 женщин). Командные соревнования проводятся как параллельные соревнования с использованием ворот и флагов гигантского слалома. Победитель каждого индивидуального тура приносит 1 очко своей команде. При равном счёте каждая команда получает по одному очку. Если равный счёт имеет место в конце тура (2:2), команда с лучшим суммарным временем лучшей женщины и лучшего мужчины (или вторыми лучшими, если первые имеют равное время) выигрывает тур.
| Соревнование           | Спортсмены | 1/8 финала           | 1/4 финала                                | Полуфинал            | За 3-е место                      | Место |
| Соревнование           | Спортсмены | Соперник / Результат | Соперник / Результат                      | Соперник / Результат | Соперник / Результат              | Место |
| ---------------------- | --- | -------------------- | ----------------------------------------- | -------------------- | --------------------------------- | ----- |
| командные соревнования | Себастьян Фосс-Солевог Нина Хавер-Лёсет Кристин Люсдаль Лейф Кристиан Нествольд-Хауген Йонатан Нордботтен Марен Скёльд | ОСР (13) · В 4:0     | Великобритания (13) · В 2:2 (41,18:41,39) | Австрия (1) · П 1:3  | Малый                             | 3     |
| командные соревнования | Себастьян Фосс-Солевог Нина Хавер-Лёсет Кристин Люсдаль Лейф Кристиан Нествольд-Хауген Йонатан Нордботтен Марен Скёльд | ОСР (13) · В 4:0     | Великобритания (13) · В 2:2 (41,18:41,39) | Австрия (1) · П 1:3  | Франция (6) · В 2:2 (41,17:41,29) | 3     |

#### Лыжное двоеборье
Лыжное двоеборье остаётся единственной олимпийской дисциплиной в программе зимних Игр, в которой участвуют только мужчины. Квалификация спортсменов для участия в Олимпийских играх осуществлялась на основании специального квалификационного рейтинга FIS по состоянию на 21 января 2018 года. По итогам квалификационного отбора сборная Норвегии завоевала максимально возможные 5 олимпийские лицензии.
Первоначально в составе сборной Норвегии на Игры был заявлен олимпийский чемпион Магнус Моан, но за несколько дней до старта соревнований он отказался от участия в Играх, мотивируя своё решение нежеланием следовать плану команды. Вместо него в состав был включён ещё один чемпион Сочи-2014 Магнус Крог, который тем не менее так ни разу на старт и не вышел.
Мужчины
| Соревнование              | Спортсмены                                             | Прыжки с трамплина | Прыжки с трамплина            | Прыжки с трамплина | Лыжная гонка | Лыжная гонка                            | Лыжная гонка | Итоговое время                          | Отставание                      | Место           |
| Соревнование              | Спортсмены                                             | Длина (м)          | Очки                          | Место              | Гандикап     | Результат                               | Место        | Итоговое время                          | Отставание                      | Место           |
| ------------------------- | ------------------------------------------------------ | ------------------ | ----------------------------- | ------------------ | ------------ | --------------------------------------- | ------------ | --------------------------------------- | ------------------------------- | --------------- |
| нормальный трамплин/10 км | Ярл Магнус Риибер                                      | 111,0              | 126,9                         | 2                  | +0:15        | 24:58,9                                 | 23           | 25:13,9                                 | +22,5                           | 4               |
| нормальный трамплин/10 км | Эспен Андерсен                                         | 104,5              | 117,2                         | 7                  | +0:54        | 25:11,1                                 | 28           | 26:05,1                                 | +1:13,7                         | 10              |
| нормальный трамплин/10 км | Йорген Гробак                                          | 90,0               | 93,6                          | 23                 | +2:28        | 24:53,3                                 | 20           | 27:21,3                                 | +2:29,9                         | 18              |
| нормальный трамплин/10 км | Ян Шмид                                                | 88,0               | 88,8                          | 31                 | +2:47        | 24:47,8                                 | 18           | 27:34,8                                 | +2:43,4                         | 25              |
| большой трамплин/10 км    | Ярл Магнус Риибер                                      | 139,0              | 138,6                         | 2                  | +0:01        | 23:54,3                                 | 17           | 23:55,3                                 | +2,8                            | 4               |
| большой трамплин/10 км    | Йорген Гробак                                          | 119,5              | 110,9                         | 19                 | +1:52        | 23:25,3                                 | 6            | 25:17,3                                 | +1:24,8                         | 10              |
| большой трамплин/10 км    | Ян Шмид                                                | 119,0              | 107,9                         | 22                 | +2:04        | 23:15,7                                 | 2            | 25:19,7                                 | +1:27,2                         | 11              |
| большой трамплин/10 км    | Эспен Андерсен                                         | 121,0              | 105,6                         | 25                 | +2:13        | 24:23,8                                 | 31           | 26:36,8                                 | +2:44,3                         | 22              |
| эстафета                  | Йорген Гробак Эспен Андерсен Ярл Магнус Риибер Ян Шмид | 133,5 128,5 132,0  | 449,2 114,4 117,9 105,0 111,9 | 4 3 1 4 7          | +0:27        | 46:35,5 11:24,9 11:55,5 11:28,2 11:46,9 | 2 1 6 4 1    | 47:02,5 11:51,9 23:47,4 35:15,6 47:02,5 | +52,7 +12,1 +43,5 +1:06,3 +52,7 | · 2 · 3 · 3 · 2 |

#### Лыжные гонки
Квалификация спортсменов для участия в Олимпийских играх осуществлялась на основании специального квалификационного рейтинга FIS по состоянию на 21 января 2018 года. Для получения олимпийской лицензии категории «A» спортсменам необходимо было набрать максимум 100 очков в дистанционном рейтинге FIS. При этом каждый НОК может заявить на Игры 1 мужчину и 1 женщины, если они выполнили квалификационный критерий «B», по которому они смогут принять участие в спринте и гонках на 10 км для женщин или 15 км для мужчин. По итогам квалификационного отбора сборная Норвегии завоевала 20 олимпийских лицензий.
Мужчины
Дистанционные гонки
| Соревнование              | Спортсмены                                                                      | Результат                                 | Место           | Отставание            |
| ------------------------- | ------------------------------------------------------------------------------- | ----------------------------------------- | --------------- | --------------------- |
| 15 км свободным стилем    | Симен Хегстад Крюгер                                                            | 34:02,2                                   | 2               | +18,3                 |
| 15 км свободным стилем    | Мартин Йонсруд Сундбю                                                           | 34:08,8                                   | 4               | +24,9                 |
| 15 км свободным стилем    | Ханс Кристер Холунд                                                             | 34:18,4                                   | 6               | +34,5                 |
| 15 км свободным стилем    | Финн Хоген Крог                                                                 | 35:14,4                                   | 18              | +1:30,5               |
| скиатлон 15+15 км         | Симен Хегстад Крюгер                                                            | 1:16:20,0                                 | 1               | +0,0                  |
| скиатлон 15+15 км         | Мартин Йонсруд Сундбю                                                           | 1:16:28,0                                 | 2               | +8,0                  |
| скиатлон 15+15 км         | Ханс Кристер Холунд                                                             | 1:16:29,9                                 | 3               | +9,9                  |
| скиатлон 15+15 км         | Йоханнес Хёсфлот Клебо                                                          | 1:17:03,4                                 | 10              | +43,4                 |
| 50 км классическим стилем | Мартин Йонсруд Сундбю                                                           | 2:11:05,8                                 | 5               | +2:43,7               |
| 50 км классическим стилем | Ханс Кристер Холунд                                                             | 2:11:12,2                                 | 6               | +2:50,1               |
| 50 км классическим стилем | Эмиль Иверсен                                                                   | 2:12:59,0                                 | 10              | +4:36,9               |
| 50 км классическим стилем | Никлас Дюрхауг                                                                  | 2:13:20,5                                 | 13              | +4:58,4               |
| эстафета 4×10 км          | Дидрик Тёнсет Мартин Йонсруд Сундбю Симен Хёгстад Крюгер Йоханнес Хёсфлот Клебо | 1:33:04,9 24:59,1 24:51,8 21:19,7 21:54,3 | · 5 · 4 · 1 · 1 | +0,0 +18,2 +32,1 +0,0 |

Спринт
| Соревнование     | Спортсмены                           | Квалификация  | Квалификация  | Четвертьфинал | Четвертьфинал | Четвертьфинал | Полуфинал            | Полуфинал            | Полуфинал            | Финал                | Финал                | Итоговое место |
| Соревнование     | Спортсмены                           | Результат     | Место         | Заезд         | Результат     | Место         | Заезд                | Результат            | Место                | Результат            | Место                | Итоговое место |
| ---------------- | ------------------------------------ | ------------- | ------------- | ------------- | ------------- | ------------- | -------------------- | -------------------- | -------------------- | -------------------- | -------------------- | -------------- |
| спринт           | Йоханнес Клебо                       | 3:08,73       | 2 Q           | 1             | 3:11,09       | 1 Q           | 1                    | 3:06,01              | 1 Q                  | 3:05,75              | 1                    | 1              |
| спринт           | Пол Голберг                          | 3:13,71       | 11 Q          | 2             | 3:11,07       | 2 Q           | 1                    | 3:07,24              | 4 LL                 | 3:09,56              | 4                    | 4              |
| спринт           | Эмиль Иверсен                        | 3:14,36       | 12 Q          | 4             | 3:10,21       | 2 Q           | 2                    | 3:14,09              | 4                    | завершил выступление | завершил выступление | 8              |
| спринт           | Эйрик Брансдаль                      | 3:15,95       | 18 Q          | 2             | 3:18,25       | 5             | завершил выступление | завершил выступление | завершил выступление | завершил выступление | завершил выступление | 22             |
| командный спринт | Мартин Йонсруд Сундбю Йоханнес Клебо | не проводится | не проводится | не проводится | не проводится | не проводится | 1                    | 16:03,97             | 1 Q                  | 15:56,26             | 1                    | 1              |

Женщины
Дистанционные гонки
| Соревнование              | Спортсмены                                                 | Результат                               | Место           | Отставание                |
| ------------------------- | ---------------------------------------------------------- | --------------------------------------- | --------------- | ------------------------- |
| 10 км свободным стилем    | Рагниль Хага                                               | 25:00,5                                 | 1               | +0,0                      |
| 10 км свободным стилем    | Марит Бьёрген                                              | 25:32,4                                 | 3               | +31,9                     |
| 10 км свободным стилем    | Ингвильд Эстберг                                           | 26:06,6                                 | 7               | +1:05,5                   |
| 10 км свободным стилем    | Хейди Венг                                                 | 26:25,1                                 | 11              | +1:24,6                   |
| скиатлон 7,5+7,5 км       | Марит Бьёрген                                              | 40:52,7                                 | 2               | +7,8                      |
| скиатлон 7,5+7,5 км       | Хейди Венг                                                 | 41:25,6                                 | 9               | +40,7                     |
| скиатлон 7,5+7,5 км       | Ингвильд Эстберг                                           | 41:43,2                                 | 11              | +58,3                     |
| скиатлон 7,5+7,5 км       | Рагниль Хага                                               | 42:07,6                                 | 15              | +1:22,7                   |
| 30 км классическим стилем | Марит Бьёрген                                              | 1:22:17,6                               | 1               | +0,0                      |
| 30 км классическим стилем | Ингвильд Эстберг                                           | 1:24:18,0                               | 4               | +2:00,4                   |
| 30 км классическим стилем | Хейди Венг                                                 | 1:26:25,5                               | 8               | +4:07,9                   |
| 30 км классическим стилем | Рагниль Хага                                               | 1:27:11,5                               | 12              | +4:53,9                   |
| эстафета 4×5 км           | Ингвильд Эстберг Астрид Якобсен Рагниль Хага Марит Бьёрген | 51:24,3 13:28,9 14:15,9 11:46,7 11:52,8 | · 3 · 4 · 3 · 1 | +0,0 +4,4 +29,8 +3,4 +0,0 |

Спринт
| Соревнование     | Спортсмены                           | Квалификация  | Квалификация  | Четвертьфинал | Четвертьфинал | Четвертьфинал | Полуфинал             | Полуфинал             | Полуфинал             | Финал                 | Финал                 | Итоговое место |
| Соревнование     | Спортсмены                           | Результат     | Место         | Заезд         | Результат     | Место         | Заезд                 | Результат             | Место                 | Результат             | Место                 | Итоговое место |
| ---------------- | ------------------------------------ | ------------- | ------------- | ------------- | ------------- | ------------- | --------------------- | --------------------- | --------------------- | --------------------- | --------------------- | -------------- |
| спринт           | Майкен Касперсен Фалла               | 3:09,13       | 2 Q           | 2             | 3:11,98       | 1 Q           | 1                     | 3:10,55               | 2 Q                   | 3:06,87               | 2                     | 2              |
| спринт           | Хейди Венг                           | 3:16,28       | 10 Q          | 4             | 3:15,68       | 2 Q           | 2                     | 3:16,22               | 6                     | завершила выступление | завершила выступление | 11             |
| спринт           | Ингвильд Эстберг                     | 3:17,35       | 13 Q          | 5             | 3:14,87       | 4             | завершила выступление | завершила выступление | завершила выступление | завершила выступление | завершила выступление | 17             |
| спринт           | Катрин Харсем                        | 3:18,48       | 17 Q          | 1             | 3:14,87       | 4             | завершила выступление | завершила выступление | завершила выступление | завершила выступление | завершила выступление | 18             |
| командный спринт | Марит Бьёрген Майкен Касперсен Фалла | не проводится | не проводится | не проводится | не проводится | не проводится | 1                     | 16:33,28              | 1 Q                   | 15:59,44              | 3                     | 3              |

#### Прыжки на лыжах с трамплина
Квалификация спортсменов для участия в Олимпийских играх осуществлялась на основании специального квалификационного рейтинга FIS по состоянию на 21 января 2018 года. По итогам квалификационного отбора сборная Норвегии завоевала 7 олимпийских лицензий.
Мужчины
| Соревнование         | Спортсмены           | Квалификация  | Квалификация  | Квалификация  | Финал     | Финал     | Финал       | Финал     | Финал     | Финал     | Финал       | Финал |
| Соревнование         | Спортсмены           | Длина (м)     | Очки          | Место         | 1 прыжок  | 1 прыжок  | 1 прыжок    | 2 прыжок  | 2 прыжок  | 2 прыжок  | Сумма очков | Место |
| Соревнование         | Спортсмены           | Длина (м)     | Очки          | Место         | Длина (м) | Очки      | Место       | Длина (м) | Очки      | Место     | Сумма очков | Место |
| -------------------- | -------------------- | ------------- | ------------- | ------------- | --------- | --------- | ----------- | --------- | --------- | --------- | ----------- | ----- |
| нормальный трамплин  | Йоханн Андре Форфанг | 100,0         | 121.1         | 13 Q          | 106,0     | 125.9     | 2 Q         | 109,5     | 125       | 4         | 250.9       | 2     |
| нормальный трамплин  | Роберт Юханссон      | 98,0          | 118.3         | 19 Q          | 100,5     | 119.9     | 10 Q        | 113,5     | 129.8     | 2         | 249.7       | 3     |
| нормальный трамплин  | Даниэль-Андре Танде  | 100,0         | 123.0         | 8 Q           | 103,5     | 118.7     | 13 Q        | 111,5     | 123.6     | 5         | 242.3       | 6     |
| нормальный трамплин  | Андреас Стьернен     | 100,0         | 119.3         | 15 Q          | 104,0     | 114.5     | 15 Q        | 103,5     | 111.3     | 15        | 225.8       | 15    |
| большой трамплин     | Роберт Юханссон      | 135,0         | 131.9         | 1 Q           | 137,5     | 138.3     | 4 Q         | 134,5     | 134.5     | 6         | 275.3       | 3     |
| большой трамплин     | Даниэль-Андре Танде  | 131,5         | 126.5         | 6 Q           | 131,0     | 128.9     | 15 Q        | 138,5     | 144.2     | 1         | 273.1       | 4     |
| большой трамплин     | Йоханн Андре Форфанг | 137,0         | 128.7         | 2 Q           | 133,0     | 132.1     | 9 Q         | 134,5     | 139.5     | 4         | 271.6       | 5     |
| большой трамплин     | Андреас Стьернен     | 128,5         | 110.2         | 19 Q          | 134,5     | 134.7     | 6 Q         | 131,5     | 132.6     | 7         | 267.3       | 8     |
| командное первенство | Даниэль-Андре Танде  | Не проводится | Не проводится | Не проводится | 136,0     | 141.8 (1) | 1 Q (545.9) | 140,5     | 145.5 (1) | 1 (552.6) | 1098.5      | 1     |
| командное первенство | Андреас Стьернен     | Не проводится | Не проводится | Не проводится | 133,0     | 134.6 (1) | 1 Q (545.9) | 135,5     | 139.8 (1) | 1 (552.6) | 1098.5      | 1     |
| командное первенство | Йоханн Андре Форфанг | Не проводится | Не проводится | Не проводится | 132,5     | 132.3 (3) | 1 Q (545.9) | 132,0     | 129.7 (3) | 1 (552.6) | 1098.5      | 1     |
| командное первенство | Роберт Юханссон      | Не проводится | Не проводится | Не проводится | 137,5     | 132.3 (3) | 1 Q (545.9) | 136,0     | 137.6 (3) | 1 (552.6) | 1098.5      | 1     |

Женщины
| Соревнование        | Спортсмены   | 1 прыжок  | 1 прыжок | 1 прыжок | 2 прыжок  | 2 прыжок | 2 прыжок | Сумма очков | Место |
| Соревнование        | Спортсмены   | Длина (м) | Очки     | Место    | Длина (м) | Очки     | Место    | Сумма очков | Место |
| ------------------- | ------------ | --------- | -------- | -------- | --------- | -------- | -------- | ----------- | ----- |
| нормальный трамплин | Марен Лундбю | 105,5     | 125.4    | 1 Q      | 110,0     | 139.2    | 1        | 264.6       | 1     |
| нормальный трамплин | Силье Опсет  | 89,5      | 83.5     | 18 Q     | 91,5      | 94.7     | 11       | 178.2       | 16    |

#### Сноуборд
По сравнению с прошлыми Играми в программе соревнований произошёл ряд изменений. Вместо параллельного слалома были добавлены соревнования в биг-эйре. Во всех дисциплинах, за исключением мужского сноуборд-кросса, изменилось количество участников соревнований, был отменён полуфинальный раунд, а также в финалах фристайла спортсмены стали выполнять по три попытки. Квалификация спортсменов для участия в Олимпийских играх осуществлялась на основании специального квалификационного рейтинга FIS по состоянию на 21 января 2018 года. Для каждой дисциплины были установлены определённые условия, выполнив которые спортсмены могли претендовать на попадание в состав сборной для участия в Олимпийских играх. По итогам квалификационного отбора сборная Норвегии завоевала 6 олимпийских лицензий, но позднее отказалась от квоты в мужском сноуборд-кроссе.
Мужчины
| Соревнование | Спортсмены       | Квалификация | Квалификация | Квалификация | Квалификация | Финал                | Финал                | Финал                | Финал                | Итоговое место |
| Соревнование | Спортсмены       | Группа       | 1 спуск      | 2 спуск      | Место        | 1 спуск              | 2 спуск              | 3 спуск              | Место                | Итоговое место |
| ------------ | ---------------- | ------------ | ------------ | ------------ | ------------ | -------------------- | -------------------- | -------------------- | -------------------- | -------------- |
| слоупстайл   | Столе Сандбек    | 2            | 74,11        | 82,13        | 4 Q          | 44,81                | 81,01                | 38,13                | 4                    | 4              |
| слоупстайл   | Маркус Клевеланд | 1            | 83,71        | 32,30        | 1 Q          | 77,76                | 43,71                | 37,18                | 6                    | 6              |
| слоупстайл   | Тургейр Бергрем  | 1            | 45,80        | 75,45        | 5 Q          | 58,80                | 75,80                | 60,03                | 8                    | 8              |
| слоупстайл   | Монс Рёйсланн    | 1            | 76,50        | 43,68        | 4 Q          | DNS                  | DNS                  | DNS                  | —                    | 12             |
| биг-эйр      | Тургейр Бергрем  | 2            | 94,25        | 59,50        | 4 Q          | 88,50                | 42,50                | JNS                  | 7                    | 7              |
| биг-эйр      | Тургейр Бергрем  | 2            | 94,25        | 59,50        | 4 Q          | сумма: 131,00        |                      |                      | 7                    | 7              |
| биг-эйр      | Столе Сандбек    | 1            | 84,75        | 41,25        | 7            | завершил выступление | завершил выступление | завершил выступление | завершил выступление | 16             |
| биг-эйр      | Маркус Клевеланд | 2            | 84,25        | 46,00        | 10           | завершил выступление | завершил выступление | завершил выступление | завершил выступление | 18             |

Женщины
| Соревнование | Спортсмены      | Квалификация | Квалификация | Квалификация | Квалификация | Финал         | Финал   | Финал   | Финал | Итоговое место |
| Соревнование | Спортсмены      | Группа       | 1 спуск      | 2 спуск      | Место        | 1 спуск       | 2 спуск | 3 спуск | Место | Итоговое место |
| ------------ | --------------- | ------------ | ------------ | ------------ | ------------ | ------------- | ------- | ------- | ----- | -------------- |
| слоупстайл   | Силье Норендаль | отменена     | отменена     | отменена     | отменена     | 73,91         | 47,66   | отменён | 4     | 4              |
| биг-эйр      | Силье Норендаль | 1            | 76,00        | 77,50        | 10 Q         | 70,50         | 61,00   | JNS     | 6     | 6              |
| биг-эйр      | Силье Норендаль | 1            | 76,00        | 77,50        | 10 Q         | сумма: 131,50 |         |         | 6     | 6              |

#### Фристайл
По сравнению с прошлыми Играми изменения произошли в хафпайпе и слоупстайле. Теперь в финалах этих дисциплин фристайлисты стали выполнять по три попытки, при этом итоговое положение спортсменов по-прежнему определяется по результату лучшей из них. Квалификация спортсменов для участия в Олимпийских играх осуществлялась на основании специального квалификационного рейтинга FIS по состоянию на 21 января 2018 года. Для каждой дисциплины были установлены определённые условия, выполнив которые спортсмены могли претендовать на попадание в состав сборной для участия в Олимпийских играх. По итогам квалификационного отбора сборная Норвегии завоевала 10 олимпийских лицензий, но позднее отказалась от 2 из них.
Мужчины
Могул и акробатика
| Соревнование | Спортсмены     | Квалификация 1 | Квалификация 1 | Квалификация 2 | Квалификация 2 | Квалификация 2 | Финал 1 | Финал 1 | Финал 2 | Финал 2 | Финал 3 | Финал 3 | Итоговое место |
| Соревнование | Спортсмены     | Очки           | Место          | Очки           | Лучший         | Место          | Очки    | Место   | Очки    | Место   | Очки    | Место   | Итоговое место |
| ------------ | -------------- | -------------- | -------------- | -------------- | -------------- | -------------- | ------- | ------- | ------- | ------- | ------- | ------- | -------------- |
| могул        | Виньяр Слаттен | DNF            | DNF            | 77,49          | 77,49          | 2 Q            | 79,18   | 8 Q     | 78,87   | 5 Q     | 33,61   | 6       | 6              |

Парк и пайп
| Соревнование | Спортсмены                | Квалификация | Квалификация | Квалификация | Финал                | Финал                | Финал                | Финал                | Итоговое место |
| Соревнование | Спортсмены                | 1 заезд      | 2 заезд      | Место        | 1 заезд              | 2 заезд              | 3 заезд              | Место                | Итоговое место |
| ------------ | ------------------------- | ------------ | ------------ | ------------ | -------------------- | -------------------- | -------------------- | -------------------- | -------------- |
| слоупстайл   | Эйстейн Бротен            | 83,20        | 93,80        | 4 Q          | 95,00                | 46,40                | 24,00                | 1                    | 1              |
| слоупстайл   | Фердинанд Даль            | 46,60        | 89,00        | 10 Q         | 42,20                | 76,40                | 41,80                | 8                    | 8              |
| слоупстайл   | Феликс Стридсберг-Устеруд | 14,60        | 84,20        | 14           | завершил выступление | завершил выступление | завершил выступление | завершил выступление | 14             |
| слоупстайл   | Кристиан Нуммедал         | 27,00        | 29,20        | 28           | завершил выступление | завершил выступление | завершил выступление | завершил выступление | 28             |

Женщины
Могул и акробатика
| Соревнование | Спортсмены     | Квалификация 1 | Квалификация 1 | Квалификация 2 | Квалификация 2 | Квалификация 2 | Финал 1 | Финал 1 | Финал 2               | Финал 2               | Финал 3               | Финал 3               | Итоговое место |
| Соревнование | Спортсмены     | Очки           | Место          | Очки           | Лучший         | Место          | Очки    | Место   | Очки                  | Место                 | Очки                  | Место                 | Итоговое место |
| ------------ | -------------- | -------------- | -------------- | -------------- | -------------- | -------------- | ------- | ------- | --------------------- | --------------------- | --------------------- | --------------------- | -------------- |
| могул        | Хедвиг Вессель | 68,64          | 18             | 71,66          | 71,66          | 5 Q            | 68,77   | 19      | завершила выступление | завершила выступление | завершила выступление | завершила выступление | 19             |

Парк и пайп
| Соревнование | Спортсмены               | Квалификация | Квалификация | Квалификация | Финал   | Финал   | Финал   | Финал | Итоговое место |
| Соревнование | Спортсмены               | 1 заезд      | 2 заезд      | Место        | 1 заезд | 2 заезд | 3 заезд | Место | Итоговое место |
| ------------ | ------------------------ | ------------ | ------------ | ------------ | ------- | ------- | ------- | ----- | -------------- |
| слоупстайл   | Юханна Килли             | 87,80        | 64,20        | 3 Q          | 10,20   | 76,80   | 54,40   | 5     | 5              |
| слоупстайл   | Тирил Шостад-Кристиансен | 55,80        | 89,00        | 2 Q          | 5,20    | 24,00   | 60,40   | 9     | 9              |

### Хоккей

#### Мужчины
Первые 8 сборных в рейтинге IIHF после чемпионата мира 2015 года автоматически квалифицировались для участия в мужском олимпийском турнире. Сборная Германии заняла в этом рейтинге 11-е место, в результате чего получила возможность стартовать в отборочном турнире сразу с финального квалификационного раунда. По принципу жеребьёвки «змейкой», практикуемой IIHF норвежская сборная попала в группу F и получила в соперники Францию, Казахстан, а также Италию, победившую в преквалификационном турнире. Олимпийская квалификация прошла в столице Норвегии Осло с 1 по 4 сентября 2016 года. Сборная Норвегии одержала две победы, причём в заключительной встрече были обыграны главные конкуренты в борьбе за олимпийскую путёвку сборная Франции, которая последним туром занимала первое место в группе, со счётом 2:1
Состав
| Номер | Имя              | Хват   | Рост, см | Вес, кг | Дата рождения | Клуб             | Игры | ПШ | КН   | %ОБ   |
| ----- | ---------------- | ------ | -------- | ------- | ------------- | ---------------- | ---- | -- | ---- | ----- |
| 30    | Ларс Хауген      | Левый  | 184      | 86      | 19.03.1987    | Ферьестад        | 5    | 15 | 3,36 | 89,86 |
| 33    | Хенрик Хаукеланд | Левый  | 188      | 86      | 06.12.1994    | Тимро            | 1    | 3  | 4,50 | 76,92 |
| 38    | Хенрик Хольм     | Правый | 186      | 84      | 06.09.1990    | Ставангер Ойлерз | 0    | 0  | 0,00 | 0,00  |

| Номер | Имя                  | Позиция    | Хват   | Рост, см | Вес, кг | Дата рождения | Клуб                        | Игры | Шайбы | Передачи |
| ----- | -------------------- | ---------- | ------ | -------- | ------- | ------------- | --------------------------- | ---- | ----- | -------- |
| 4     | Йоханнес Йоханнесен  | Защитник   | Правый | 181      | 87      | 01.03.1997    | Ставангер Ойлерз            | 5    | 0     | 0        |
| 5     | Эрленд Лесунд        | Защитник   | Левый  | 190      | 93      | 11.12.1994    | Мура                        | 0    | 0     | 0        |
| 6     | Юнас Холёс           | Защитник   | Правый | 180      | 92      | 27.08.1987    | Фрибур-Готтерон             | 5    | 0     | 1        |
| 8     | Матиас Треттенес     | Нападающий | Левый  | 180      | 82      | 08.11.1993    | Ставангер Ойлерз            | 4    | 0     | 0        |
| 10    | Маттиас Нёрстебё     | Защитник   | Левый  | 178      | 82      | 03.06.1995    | Фрёлунда                    | 5    | 0     | 0        |
| 15    | Томми Кристиансен    | Нападающий | Правый | 189      | 100     | 26.05.1989    | Спарта Уорриорз             | 5    | 1     | 1        |
| 16    | Эйрик Салстен        | Нападающий | Левый  | 184      | 87      | 17.06.1994    | Ставангер Ойлерз            | 3    | 0     | 0        |
| 17    | Стефан Эспеланд      | Защитник   | Левый  | 182      | 84      | 24.03.1989    | Волеренга                   | 5    | 0     | 0        |
| 20    | Андерс Бастиансен    | Нападающий | Левый  | 190      | 95      | 31.10.1980    | Фриск Аскер                 | 5    | 0     | 2        |
| 21    | Стеффен Торесен      | Нападающий | Левый  | 180      | 90      | 03.06.1985    | Сторхамар                   | 5    | 0     | 0        |
| 22    | Мартин Рёймарк       | Нападающий | Левый  | 184      | 87      | 10.11.1986    | МОДО                        | 5    | 0     | 1        |
| 26    | Кристиан Форсберг    | Нападающий | Правый | 185      | 92      | 05.05.1986    | Ставангер Ойлерз            | 5    | 0     | 0        |
| 27    | Людвиг Хофф          | Нападающий | Левый  | 180      | 87      | 16.10.1996    | Университет Северной Дакоты | 3    | 0     | 0        |
| 28    | Никлас Роэст         | Нападающий | Левый  | 174      | 82      | 03.08.1986    | Спарта Уорриорз             | 5    | 0     | 0        |
| 40    | Кен Андре Олимб      | Нападающий | Левый  | 178      | 80      | 21.01.1989    | Линчёпинг                   | 5    | 0     | 2        |
| 41    | Патрик Торесен       | Нападающий | Левый  | 180      | 92      | 07.11.1983    | СКА                         | 5    | 1     | 1        |
| 42    | Хенрик Эдегор        | Защитник   | Левый  | 180      | 90      | 12.02.1988    | Фриск Аскер                 | 5    | 0     | 0        |
| 46    | Матис Олимб          | Нападающий | Левый  | 178      | 80      | 01.02.1986    | Линчёпинг                   | 5    | 0     | 1        |
| 47    | Александр Бонсаксен  | Защитник   | Левый  | 180      | 85      | 24.01.1987    | Изерлон Рустерс             | 5    | 2     | 0        |
| 51    | Матс Руссели Ульсен  | Нападающий | Левый  | 180      | 82      | 29.04.1991    | Фрёлунда                    | 5    | 0     | 1        |
| 61    | Александр Рейхенберг | Нападающий | Левый  | 185      | 81      | 13.06.1992    | Спарта                      | 5    | 1     | 0        |
| 90    | Даниэль Сёрвик       | Защитник   | Левый  | 183      | 92      | 11.03.1990    | Литвинов                    | 0    | 0     | 0        |

| Должность            | Имя                | Гражданство | Дата рождения |
| -------------------- | ------------------ | ----------- | ------------- |
| Главный тренер       | Петер Торесен      | Норвегия    | 25.07.1961    |
| Ассистент тренера    | Шюр Роберт Нильсен | Норвегия    | 03.12.1967    |
| Тренер вратарей      | Пер Эрик Альсен    | Швеция      | 02.11.1959    |
| Генеральный менеджер | Бьёрн Матисруд     | Норвегия    | 21.01.1957    |

Результаты
Предварительный раунд
Группа С
|  | Команды, выходящие в четвертьфинал         |
|  | Команды, выходящие в квалификацию плей-офф |

| М | Сборная   | И | В | ВО | ПО | П | ШЗ | ШП | РШ | О |
| - | --------- | - | - | -- | -- | - | -- | -- | -- | - |
| 1 | Швеция    | 3 | 3 | 0  | 0  | 0 | 8  | 1  | +7 | 9 |
| 2 | Финляндия | 3 | 2 | 0  | 0  | 1 | 11 | 6  | +5 | 6 |
| 3 | Германия  | 3 | 0 | 1  | 0  | 2 | 4  | 7  | -3 | 2 |
| 4 | Норвегия  | 3 | 0 | 0  | 1  | 2 | 2  | 11 | -9 | 1 |

Время местное (UTC+9).
| 15 февраля 2018 16:40 | Норвегия | 0 : 4 (0:2, 0:0, 0:2) | Швеция | Хоккейный центр Каннын Зрителей: 3961 |

| Отчёт  | Отчёт                     | Отчёт | Отчёт                     | Отчёт                                                                        |
| ------ | ------------------------- | --- | ------------------------- | ---------------------------------------------------------------------------- |
|        |                           | |                           |                                                                              |
|        | Ларс Хауген — 00:00-60:00 | Вратари | 00:00-60:00 — Виктор Фаст | Судьи: Роман Гофман Тобиас Верли Линейные судьи: Глеб Лазарев Джадсон Риттер |
|        | Голы:                     | |                           | Судьи: Роман Гофман Тобиас Верли Линейные судьи: Глеб Лазарев Джадсон Риттер |
|        | 0:1 0:2 0:3 0:4           | 05:29 — Пяр Линдхольм (Л. Умарк, О. Мёллер) 16:46 — Антон Ландер (С. Бертилссон) 48:42 — Деннис Эверберг (Л. Умарк, Ю. Франссон) 49:04 — Микаэль Викстранд (Л. Умарк, Д. Эверберг) |                           | Судьи: Роман Гофман Тобиас Верли Линейные судьи: Глеб Лазарев Джадсон Риттер |
|        |                           | |                           | Судьи: Роман Гофман Тобиас Верли Линейные судьи: Глеб Лазарев Джадсон Риттер |
|        |                           | |                           | Судьи: Роман Гофман Тобиас Верли Линейные судьи: Глеб Лазарев Джадсон Риттер |
|        |                           | |                           | Судьи: Роман Гофман Тобиас Верли Линейные судьи: Глеб Лазарев Джадсон Риттер |
| 14 мин | Штраф                     | 12 мин |                           | Судьи: Роман Гофман Тобиас Верли Линейные судьи: Глеб Лазарев Джадсон Риттер |
|        |                           | |                           |                                                                              |
|        | 17                        | Броски | 27                        |                                                                              |

| 16 февраля 2018 21:10 | Финляндия | 5 : 1 (1:1, 1:0, 3:0) | Норвегия | Хоккейный центр Каннын Зрителей: 4180 |

| Отчёт | Отчёт                        | Отчёт                                                      | Отчёт                     | Отчёт                                                                           |
| --- | ---------------------------- | ---------------------------------------------------------- | ------------------------- | ------------------------------------------------------------------------------- |
| |                              |                                                            |                           |                                                                                 |
| | Микко Коскинен — 00:00-60:00 | Вратари                                                    | 00:00-60:00 — Ларс Хауген | Судьи: Ян Гржибик Бретт Айверсон Линейные судьи: Джимми Дамен Фрейзер Макинтайр |
| | Голы:                        |                                                            |                           | Судьи: Ян Гржибик Бретт Айверсон Линейные судьи: Джимми Дамен Фрейзер Макинтайр |
| Ээли Толванен (бол.) — 16:36 (С. Лепистё) Ээли Толванен — 25:32 (Ю. Пелтола) Вели-Матти Савинайнен — 42:59 (Я. Коскиранта) Сами Лепистё (бол.) — 47:54 (П. Контиола) Сакари Маннинен — 56:48 (П. Контиола) | 0:1 :1 2:1 3:1 4:1 5:1       | 06:29 — Патрик Торесен (бол.) (Т. Кристиансен, К.А. Олимб) |                           | Судьи: Ян Гржибик Бретт Айверсон Линейные судьи: Джимми Дамен Фрейзер Макинтайр |
| |                              |                                                            |                           | Судьи: Ян Гржибик Бретт Айверсон Линейные судьи: Джимми Дамен Фрейзер Макинтайр |
| |                              |                                                            |                           | Судьи: Ян Гржибик Бретт Айверсон Линейные судьи: Джимми Дамен Фрейзер Макинтайр |
| |                              |                                                            |                           | Судьи: Ян Гржибик Бретт Айверсон Линейные судьи: Джимми Дамен Фрейзер Макинтайр |
| 8 мин | Штраф                        | 12 мин                                                     |                           | Судьи: Ян Гржибик Бретт Айверсон Линейные судьи: Джимми Дамен Фрейзер Макинтайр |
| |                              |                                                            |                           |                                                                                 |
| | 30                           | Броски                                                     | 22                        |                                                                                 |

| 18 февраля 2018 12:10 | Германия | 2 : 1 (Б) (0:0, 1:0, 0:1, 0:0, 1:0) | Норвегия | Хоккейный центр Каннын Зрителей: 5534 |

| Отчёт | Отчёт                              | Отчёт | Отчёт                     | Отчёт                                                                             |
| --- | ---------------------------------- | --- | ------------------------- | --------------------------------------------------------------------------------- |
| |                                    | |                           |                                                                                   |
| | Данни аус ден Биркен — 00:00-65:00 | Вратари                                                                                                   | 00:00-65:00 — Ларс Хауген | Судьи: Марк Лемелин Ансси Салонен Линейные судьи: Джимми Дахмен Александр Отмахов |
| | Голы:                              | |                           | Судьи: Марк Лемелин Ансси Салонен Линейные судьи: Джимми Дахмен Александр Отмахов |
| Патрик Хагер (бол.) — 32:53 (Д. Кахун, Б. Мацек) Патрик Хагер (поб. бул.) — 65:00 Патрик Хагер Маттиас Плахта Доминик Кахун | 1:0 1:1 2:1 Буллиты:               | 45:19 — Александр Рейхенберг (Ю. Холёс, А. Бастиансен) Андерс Бастиансен Александр Рейхенберг Матис Олимб |                           | Судьи: Марк Лемелин Ансси Салонен Линейные судьи: Джимми Дахмен Александр Отмахов |
| |                                    | |                           | Судьи: Марк Лемелин Ансси Салонен Линейные судьи: Джимми Дахмен Александр Отмахов |
| |                                    | |                           | Судьи: Марк Лемелин Ансси Салонен Линейные судьи: Джимми Дахмен Александр Отмахов |
| |                                    | |                           | Судьи: Марк Лемелин Ансси Салонен Линейные судьи: Джимми Дахмен Александр Отмахов |
| 10 мин | Штраф                              | 55 мин |                           | Судьи: Марк Лемелин Ансси Салонен Линейные судьи: Джимми Дахмен Александр Отмахов |
| |                                    | |                           |                                                                                   |
| | 38                                 | Броски | 29                        |                                                                                   |

Квалификация плей-офф
| 20 февраля 2018 16:40 | Словения | 1 : 2 (OT) (1:0, 0:0, 0:1, 0:1) | Норвегия | Хоккейный центр Каннын Зрителей: 6312 |

| Отчёт                               | Отчёт                        | Отчёт | Отчёт                     | Отчёт                                                                            |
| ----------------------------------- | ---------------------------- | --- | ------------------------- | -------------------------------------------------------------------------------- |
|                                     |                              | |                           |                                                                                  |
|                                     | Гашпер Крошель — 00:00-63:06 | Вратари | 00:00-63:06 — Ларс Хауген | Судьи: Даниэль Штрикер Тобиас Верли Линейные судьи: Вит Ледерер Мирослав Лхоцкий |
|                                     | Голы:                        | |                           | Судьи: Даниэль Штрикер Тобиас Верли Линейные судьи: Вит Ледерер Мирослав Лхоцкий |
| Ян Урбас (бол.) — 06:38 (Я. Муршак) | 1:0 1:1 1:2                  | 43:06 — Томми Кристиансен (М. Рёймарк, А. Бастиансен) 63:06 — Александр Бонсаксен (М. Россели Ольсен, П. Торесен) |                           | Судьи: Даниэль Штрикер Тобиас Верли Линейные судьи: Вит Ледерер Мирослав Лхоцкий |
|                                     |                              | |                           | Судьи: Даниэль Штрикер Тобиас Верли Линейные судьи: Вит Ледерер Мирослав Лхоцкий |
|                                     |                              | |                           | Судьи: Даниэль Штрикер Тобиас Верли Линейные судьи: Вит Ледерер Мирослав Лхоцкий |
|                                     |                              | |                           | Судьи: Даниэль Штрикер Тобиас Верли Линейные судьи: Вит Ледерер Мирослав Лхоцкий |
| 4 мин                               | Штраф                        | 12 мин |                           | Судьи: Даниэль Штрикер Тобиас Верли Линейные судьи: Вит Ледерер Мирослав Лхоцкий |
|                                     |                              | |                           |                                                                                  |
|                                     | 34                           | Броски | 26                        |                                                                                  |

Четвертьфинал
| 21 февраля 2018 16:40 | Олимпийские спортсмены из России | 6 : 1 (3:0, 2:1, 1:0) | Норвегия | Хоккейный центр Каннын Зрителей: 3553 |

| Отчёт | Отчёт                          | Отчёт                                               | Отчёт                                                    | Отчёт                                                                        |
| --- | ------------------------------ | --------------------------------------------------- | -------------------------------------------------------- | ---------------------------------------------------------------------------- |
| |                                |                                                     |                                                          |                                                                              |
| | Василий Кошечкин — 00:00-60:00 | Вратари                                             | 00:00-20:00 — Ларс Хауген 20:00-60:00 — Хенрик Хёукеланд | Судьи: Ян Грибик Тимоти Майер Линейные судьи: Лукас Кохмюллер Джадсон Риттер |
| | Голы:                          |                                                     |                                                          | Судьи: Ян Грибик Тимоти Майер Линейные судьи: Лукас Кохмюллер Джадсон Риттер |
| Михаил Григоренко — 08:54 (И. Каблуков, И. Телегин) Никита Гусев (бол.) — 13:25 (С. Мозякин, П. Дацюк) Вячеслав Войнов — 19:20 (Н. Гусев, К. Капризов) Сергей Калинин (бол.) — 28:35 (И. Ковальчук, В. Войнов) Никита Нестеров (бол.) — 33:06 (Н. Гусев, П. Дацюк) Иван Телегин — 53:15 (М. Григоренко, И. Каблуков) | 1:0 2:0 3:0 3:1 4:1 5:1 6:1    | 27:21 — Александер Бонсаксен (М. Олимб, К.А. Олимб) |                                                          | Судьи: Ян Грибик Тимоти Майер Линейные судьи: Лукас Кохмюллер Джадсон Риттер |
| |                                |                                                     |                                                          | Судьи: Ян Грибик Тимоти Майер Линейные судьи: Лукас Кохмюллер Джадсон Риттер |
| |                                |                                                     |                                                          | Судьи: Ян Грибик Тимоти Майер Линейные судьи: Лукас Кохмюллер Джадсон Риттер |
| |                                |                                                     |                                                          | Судьи: Ян Грибик Тимоти Майер Линейные судьи: Лукас Кохмюллер Джадсон Риттер |
| 10 мин | Штраф                          | 10 мин                                              |                                                          | Судьи: Ян Грибик Тимоти Майер Линейные судьи: Лукас Кохмюллер Джадсон Риттер |
| |                                |                                                     |                                                          |                                                                              |
| | 32                             | Броски                                              | 14                                                       |                                                                              |

Итог: мужская сборная Норвегии по хоккею с шайбой по итогам олимпийского турнира заняла 8-е место